# وكالة الشؤون الفنية بالحرس الوطني (السعودية)
وكالة الشؤون الفنية هي إحدى الإدارات العسكرية التابعة لوزارة الحرس الوطني في المملكة العربية السعودية ومهمتها التخطيط وبرمجة احتياجات الحرس الوطني من المنشآت والإشراف على سير أعمال الإدارات المختلفة بالوكالة الفنية وتوجيهها للتقيد بالتنفيذ حسب البرامج المعدة لها والتوجيه في أعمال التطوير الإداري والفني سواء فيما يتعلق بأعمال الوكالة أو العاملين فيها.

## نظرة عامة
تم إحداث شعبة الهندسة في عام 1385هـ وقد تطورت إلى إدارة للمساحة وفي عام 1389هـ تم تحويلها إلى وكالة للشؤون الفنية تضم الإدارة الهندسية وإدارة المساحة وإدارة الشؤون الإدارية وشؤون المياه. وفي عام 1399هـ تم إنشاء الإدارة العامة للصيانة والتشغيل، وكذلك تم رفع مستوى الإدارة الهندسية إلى إدارة عامة. وفي عام 1400هـ تم تشكيل لجنة لمتابعة أعمال تخطيط وتصميم إسكان العسكريين فأصبحت نواة الإدارة العامة للإسكان والمدن العسكرية التي أنشأت في عام 1400هـ. وفي عام 1406هـ تم دمج الإدارة العامة للإسكان والمدن العسكرية مع الإدارة العامة للهندسة تحت مسمى الإدارة العامة للمشاريع.
تقوم وكالة الشؤون الفنية برسم الخطط الإستراتيجية لتطوير جميع أعمال الوكالة الإدارية والفنية. أيضا من المهام الموكلة إليها إعداد ومناقشة ميزانية الحرس الوطني للباب الثالث والرابع فيما يخص المشاريع والصيانة والتنسيق مع الجهات المستفيدة ووزارة المالية. بالإضافة لتحديث دراسة العقود والمواصفات والشروط سواء ما يتعلق بالتنفيذ أو عقود الصيانة والتشغيل لتلافي السلبيات في العقود السابقة.

### التنظيمات التابعة لها
تشمل الوكالة الفنية
- وكيل الحرس الوطني للشؤون الفنية.
- مدير مكتب الوكيل
- وكيل الحرس الوطني للشؤون الفنية المساعد
- مدير مكتب الوكيل المساعد.
- الإدارة العامة للمشاريع.
- الإدارة العامة للصيانة والتشغيل.
- إدارة التنسيق والمتابعة.
- إدارة الشؤون الإدارية.

### القيادات
- وكيل الحرس الوطني للشؤون الفنية.
- وكيل الحرس الوطني للشؤون الفنية المساعد
- مدير عام المشاريع.
- مدير عام الصيانة والتشغيل
- مدير إدارة التنسيق والمتابعة.
- مدير إدارة الشؤون الإدارة.

### إنجازات
قامت وكالة الحرس الوطن للشؤون الفنية بإنشاء عدد كبير من المشاريع كالمدن السكنية والمستشفيات والمدارس والوحدات العسكرية والمستودعات والطرق وكثير من المنشآت الحيوية التي تخدم الحرس الوطني، كما تقوم الوكالة الفنية بتطبيق برنامج متكامل لصيانة هذه المنشآت.

## وصلات خارجية
- موقع وزارة الحرس الوطني